# 伊澤雅子
伊澤 雅子（いざわ まさこ、1954年 - ）は、日本の哺乳類学者。

## 人物
1954年生まれ。1984年九州大学大学院理学研究科博士後期課程退学。理学博士。北九州市立自然史博物館を経て、1991年より琉球大学理学部海洋自然学科助教授(伊沢雅子 2005)、2006年4月より琉球大学理学部海洋自然科学科進化・生態学講座教授(伊澤雅子 2010)。ネコ科の環境利用と社会構造に関する研究、琉球列島に生息する哺乳類の生態に関する研究、希少種の保全に関する基礎研究をおこなっている(MEDIA FUSION Co.,Ltd. 2010)。

## 著書
- 伊澤雅子「ノラネコの研究」『月刊「たくさんのふしぎ」通巻79号』福音館書店、1991年。

- 伊澤雅子ら「亜熱帯マングローブでのメジロを核にした混群形成」『平成13年度内閣府委託調査研究 マングローブに関する調査研究報告書』財団法人亜熱帯総合研究所、2001年。

- 伊澤雅子ら「ダイトウオオコウモリによるねぐらとしてのマングローブ利用に関する研究」『平成14年度内閣府委託調査研究 マングローブに関する調査研究報告書』財団法人亜熱帯総合研究所、2002年。

## 論文
- 伊澤雅子; 土肥昭夫; 小野勇一「小島に生息するノネコのグルーピングパターン」『日本生態学会誌』第32巻、第3号、日本生態学会、373-382頁、1982年。doi:10.18960/seitai.32.3_373。 NAID 110001881663。

- 中本敦; 佐藤亜希子; 金城和三; 伊澤雅子「沖縄諸島におけるオリイオオコウモリの分布と生息状況」『哺乳類科学』第49巻、第1号、日本哺乳類学会、53-60頁、2009年。doi:10.11238/mammalianscience.49.53。 NAID 10030471534。

- 安田宣紘; 阿久沢正夫; 冨宿誠吾; 松元光春「1996年-97年に経験されたイリオモテヤマネコの保護および死亡例」『日本獣医師会雑誌』第52巻、第9号、日本獣医師会、575-578頁、1999年。doi:10.12935/jvma1951.52.575。 NAID 10017667112。

- 安田宣紘; 阿久沢正夫; 冨宿誠吾; 松本光春; 伊澤雅子; 土肥昭夫; 鑪雅哉「天然記念物ツシマヤマネコの剖検例」『日本獣医師会雑誌』第53巻、第1号、日本獣医師会、18-20頁、2000年。doi:10.12935/jvma1951.53.18。 NAID 10010852259。
- 玉手英利; 真室里香; 伊澤雅子; 城間恒宏; 土肥昭夫「ニホンジカ亜種間の遺伝的分化 : 特にケラマジカの系統関係について」『Tropics』第10巻、第1号、日本熱帯生態学会、73-78頁、2000年。

- OKAMURA Maki; DOI Teruo; SAKAGUCHI Noriaki; 伊澤雅子 (2000), “Annual reproductive cycle of the Iriomote cat Felis iriomotensis”, Mammal study (日本哺乳類学会) 25 (2):  75-85
- 遠藤晃; 土肥昭夫; 伊澤雅子; 矢部恒晶; 辻高史「シカ用生け捕りワナEN-TRAPの試作・適用」『哺乳類科学』第40巻、第2号、日本哺乳類学会、145-153頁、2000年。doi:10.11238/mammalianscience.40.145。 NAID 10013012417。

- 渡辺伸一; 中西希; 伊澤雅子; 阪口法明; 土肥昭夫「数値標高モデル(DEM)を用いたイリオモテヤマネコの行動圏利用様式の三次元空間解析の試み(<特集1>哺乳類の行動圏研究の現状と将来及びテレメトリー法データ行動圏解析法)」『日本生態学会誌』第52巻、第2号、日本生態学会、259-263頁、2002年。doi:10.18960/seitai.52.2_259。 NAID 110001882171。
- 山城明日香; 山城考; 土肥昭夫; 伊澤雅子; 遠藤晃「ケラマジカ(Cervus nippon keramae)の食性 : 糞分析および食痕調査から」『野生生物保護: Wildlife conservation Japan』第9巻、第1号、野生生物保護学会、47-61頁、2004年。doi:10.20798/wildlifeconsjp.9.1_47。 NAID 110004850872。
- NAKANISHI Nozomi、OKAMURA Maki、WATANABE Shinichi、伊澤雅子、DOI Teruo「The effect of habitat on home range size in the Iriomote Cat Prionailurus bengalensis iriomotensis」『Mammal study』第30巻第1号、2005年、1-10頁、doi:10.3106/1348-6160(2005)30[1:TEOHOH]2.0.CO;2。
- 土肥昭夫; 篠崎桃子; 寺西あゆみ; 伊澤雅子「長崎大学文教キャンパスに生活するノネコに見られる社会的集会(環境科学部創立10周年記念特別号)」『長崎大学総合環境研究』、長崎大学、45-57頁、2007年。 NAID 110006979069。
- 中西希; 伊澤雅子; 寺西あゆみ; 土肥昭夫「ツシマヤマネコの交通事故遭遇個体の齢構成」『保全生態学研究』第15巻、第1号、日本生態学会、39-46頁、2010年。doi:10.18960/hozen.15.1_39。 NAID 110007618293。